# Alma (Georgie)
Alma je krajské město v Bacon County v Georgii ve Spojených státech amerických. V roce 2011 žilo ve městě Alma 3 469 obyvatel. Podle sčítání lidí v roce 2000 bydlelo ve městě 3 236 obyvatel, 1 243 domácností a 826 rodin.

## Demografie
Podle sčítání lidí v roce 2000, žilo ve městě 3236 obyvatel, 1243 domácností, a 826 rodin. V roce 2011 žilo ve městě 1672 mužů (48,2 %) a 1797 žen (51,8 %). Průměrný věk obyvatele byl 34 let.